# Andreaskirche (Leipzig)

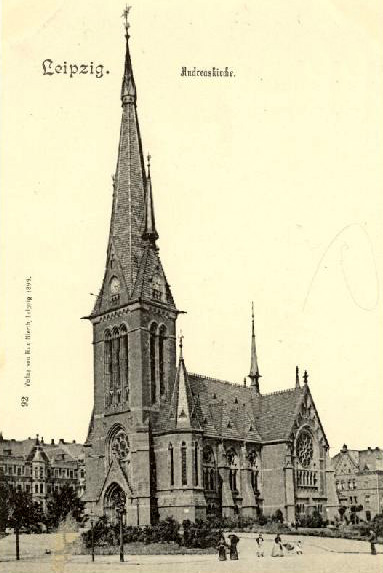
Andreaskirche

Die Andreaskirche war ein im Zweiten Weltkrieg beschädigter und 1958 gesprengter Kirchenbau für die evangelisch-lutherische Andreas-Kirchgemeinde in der Südvorstadt Leipzig.

## Lage

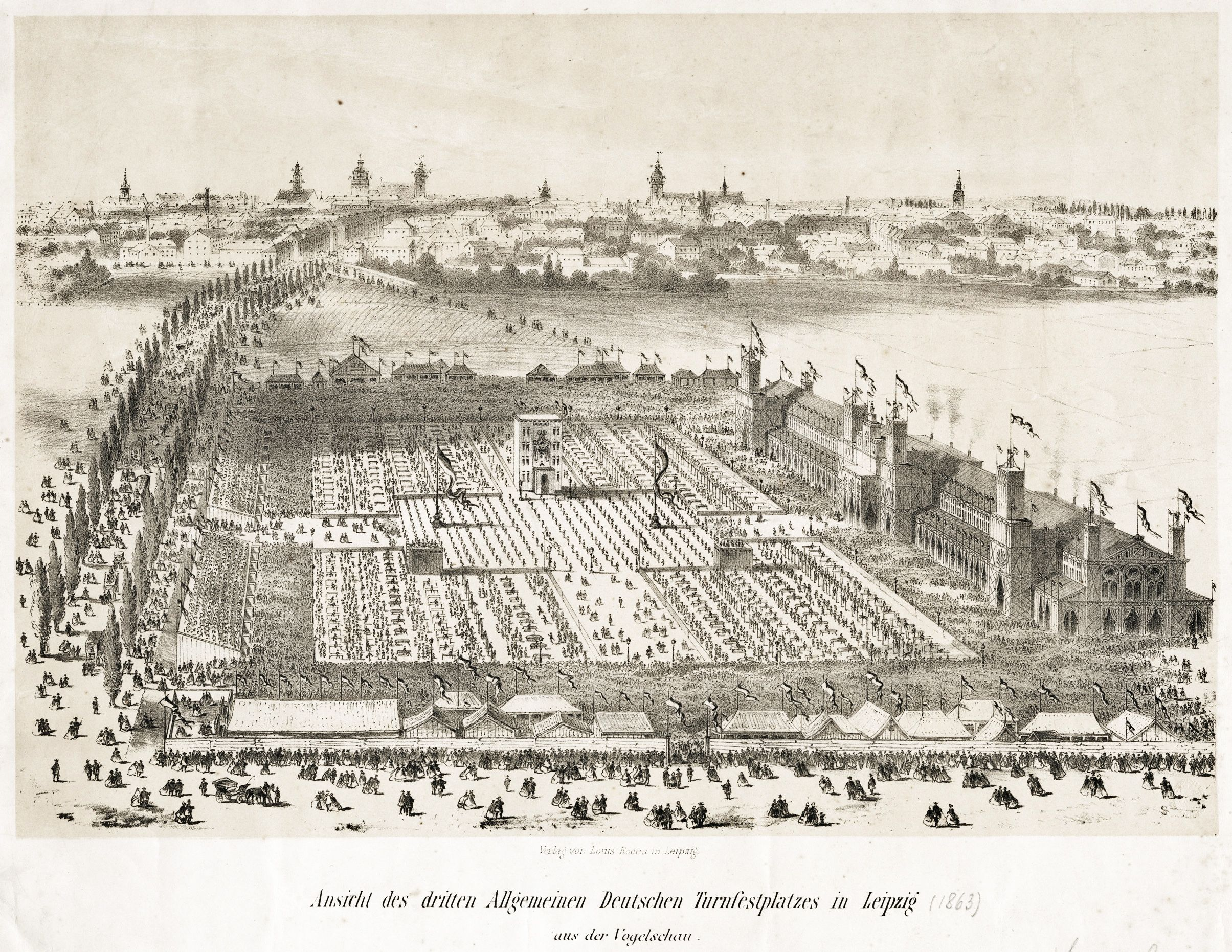
Festplatz des Allgemeinen Deutschen Turnfests 1863 in Leipzig im Bereich des heutigen Heinrich-Schütz-Platzes und des Alexis-Schumann-Platzes

Bei der Parzellierung der heutigen Südvorstadt gemäß dem Allgemeinen Bebauungsplan für die Südseite der Stadt von 1864 sah man in Höhe des ehemaligen Turnfestgeländes des Allgemeinen Deutschen Turnfests 1863 einen sogenannten Schmuckplatz beiderseits der Südstraße (heute Karl-Liebknecht-Straße) vor. Auf dem östlichen Teil dieses Platzes wurde dann die Kirche gebaut; der westliche Teil heißt Heinrich-Schütz-Platz.
Dieser östliche Platzteil erhielt 1931 den Namen Alexis-Schumann-Platz nach dem ersten Pfarrer der Andreasgemeinde. Neben der Südstraße wird der Platz begrenzt von der Scharnhorststraße, der Andreasstraße und der Hardenbergstraße. Die Adresse lautet heute Karl-Liebknecht-Straße 111. Die Kirche war geostet, der Kirchturm zur Südstraße ausgerichtet.

## Das Kirchengebäude
Die Andreaskirche war ein im neogotischen Stil errichteter Ziegelbau. Die Fassaden waren mit roten Verblendern aus den Siegersdorfer Werken in Siegersdorf (Kreis Bunzlau in Niederschlesien) belegt und mit Gliederungs-Elementen aus Wehlener Sandstein geschmückt. Über dem Grundriss eines massiven lateinischen Kreuzes erhoben sich ein dreijochiges Langhaus, ein breites Querschiff und ein Chor mit einem 3/6-Schluss. In der Kirche fanden etwa 1100 Besucher Platz. Sie hatte eine Orgel aus der Werkstatt Sauer in Frankfurt an der Oder, die 1940 von der Bautzner Werkstatt Eule umdisponiert wurde.
Der Chor war außen von verschiedenen Nutzbauten umgeben. Über den Spitzbogenfenstern waren jeweils Rosetten angeordnet, die an den Querschiff-Giebeln besonders groß waren.
Der Hauptturm hatte einen querrechteckigen Grundriss und wurde von zwei etwa Längsschiff-Firsthöhe erreichenden Treppentürmen flankiert. Der von einem sehr steilen, spitzen Zeltdach gedeckte Turm besaß vier Schmuckgiebel, wobei sich über dem nördlichen und dem südlichen noch Ziertürmchen befanden. Über der Vierung saß ein Dachreiter, und am Chor gab es zwei weitere kleine Türme.
Die Kirche stand etwas über Straßenniveau, so dass eine kurze breite Freitreppe zum doppelten Eingangsportal hinaufführte.

## Geschichte

### Vorgeschichte
Als 1890 die Andreaskirchgemeinde aus der stark gewachsenen Peterskirchgemeinde ausgepfarrt wurde, wies am 1. Juni 1890 Superintendenten Oskar Pank (1838–1928) den Geistlichen Alexis Schumann (1849–1931) in das Amt des Pfarrers der neuen Gemeinde ein. Dies gilt als das Gründungsdatum der Andreaskirchgemeinde.
Die Andreaskirchgemeinde zählte im ersten Jahr ihres Bestehens in der rasch wachsenden Südvorstadt von Leipzig knapp 20.000 Mitglieder. Sie nutzte bis zur Fertigstellung ihrer Kirche für den Gottesdienst zunächst Räume in der 8. Bezirksschule und später ein provisorisches Kirchengebäude (Notkirche) an der Ecke Kaiser-Wilhelm-Straße (heute August-Bebel-Straße) / Scharnhorststraße, das 1894 abgebrochen wurde.

### Die Kirche
Im Jahr 1890 wurde ein auf Leipziger Architekten beschränkter Architektenwettbewerb für den Neubau einer Kirche durchgeführt, die vier besten Entwürfe stammten von Richard Füssel, Georg Weidenbach (in Büro Weidenbach und Tschammer), August Hermann Schmidt und Arthur Johlige sowie Anton Käppler. In einem zweiten, engeren Wettbewerb wurden diese vier Entwürfe so überarbeitet, dass sie sich innerhalb eines Kostenrahmens von 250.000 Mark ausführen ließen. Schließlich entschied sich die Gemeinde für den Entwurf von Weidenbach.
Nach zweijähriger Bauzeit wurde die Kirche am 1. Adventsonntag 1893 (3. Dezember) dem Apostel Andreas geweiht. Gleichzeitig dazu wurde auf dem Grundstück Scharnhorststraße 21 das Pfarrhaus der Gemeinde errichtet. 1936 entstand nach Entwurf des Leipziger Architekten Georg Stauch auf dem Grundstück Scharnhorststraße 29–31 ein zweigeschossiges Gemeindehaus.
Am 4. Dezember 1943 und am 20. Februar 1944 wurde die Andreaskirche bei den Luftangriffen auf Leipzig durch Spreng- und Brandbomben stark beschädigt. Das südliche Querschiff und sämtliche filigranen Rosettenfenster wurden zerstört. 1955 wurde das Turmgeschoss provisorisch wiederhergerichtet.
Im September 1958 wurde das beschädigte, doch wiederaufbaufähige Kirchengebäude aufgrund damaliger DDR-Kirchenpolitik und Entscheidung der Stadtverwaltung Leipzig gesprengt. Nach Beseitigung der Überreste entstand auf dem Platz eine bis heute vorhandene Grünanlage.
Der Turm der Andreaskirche bildete einst eine bauliche Dominante der Südvorstadt. Quasi als Ersatz wurde 1964 an der benachbarten Straßenecke (Scharnhorststraße / Karl-Liebknecht-Straße) ein zwölfgeschossiges Hochhaus errichtet.

### Nachfolger

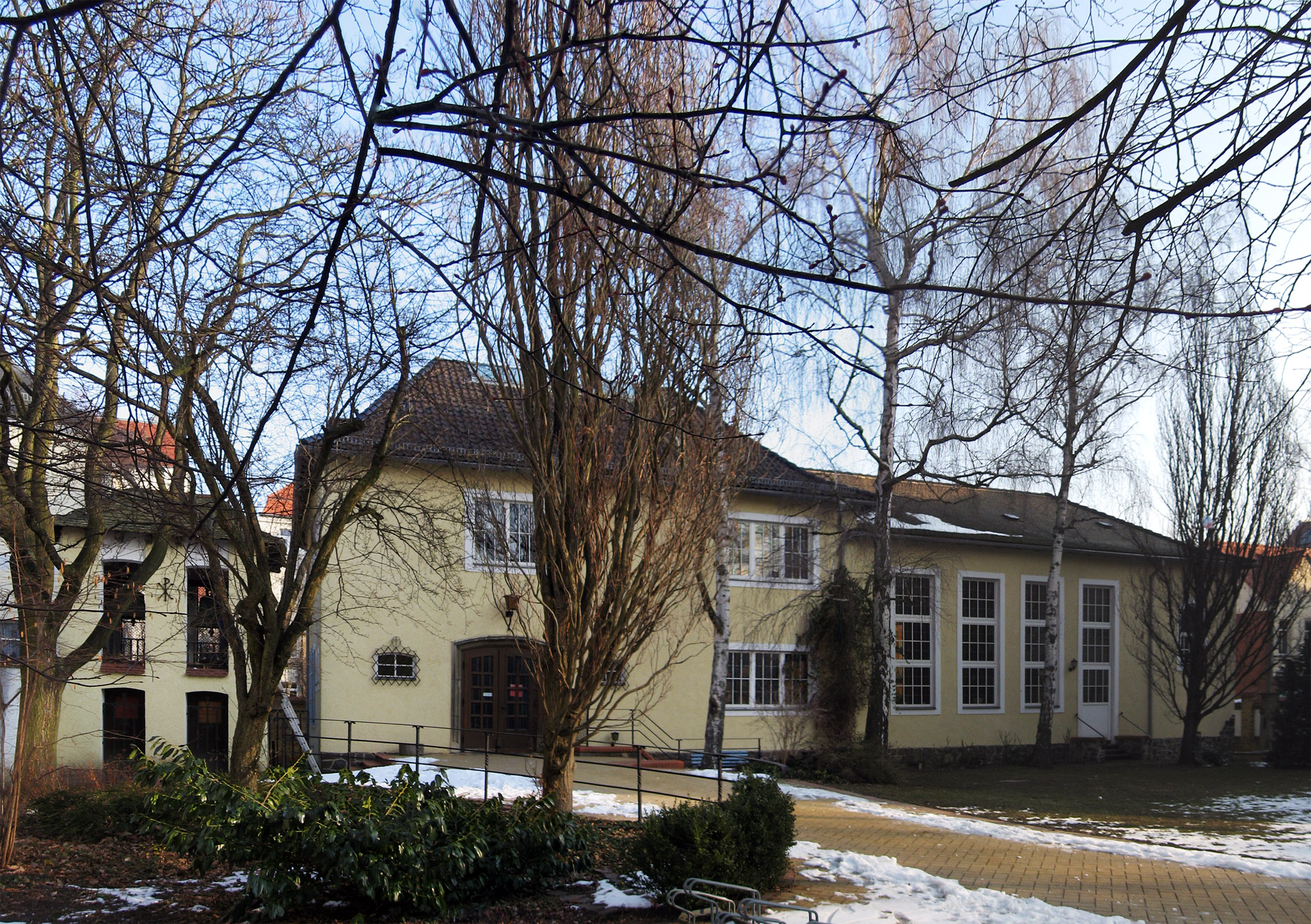
Gemeindehaus mit Saal (rechts) und Glockenturm (links)

Die Gottesdienste der Andreasgemeinde fanden nach der Zerstörung der Kirche im Saal des Gemeindehauses statt, der 1949 durch die Architektin Lieselotte Hering zu einem Sakralraum umgestaltet wurde. Neben dem Gemeindehaus wurde ein kleiner freistehender Glockenturm errichtet.
Nach der Expo 2000 in Hannover gab es in Leipzig Bestrebungen, den dortigen als Wal gestalteten Pavillon der Hoffnung (Expo-Wal) auf den ehemaligen Platz der Andreaskirche zu überführen. Diese schlugen fehl. Stattdessen mietete bzw. kaufte der Verein Pavillon der Hoffnung in Leipzig e. V. – Förderverein Ökumenisches Zentrum die Halle 14 auf dem Alten Messegelände, die 1985 vom VEB Carl Zeiss Jena erbaut worden war, und nannte sie Pavillon der Hoffnung.
Da das Platzangebot im Gemeindesaal an der Scharnhorststraße wegen der wachsenden Besucherzahl nicht mehr ausreichte, verlegte man die Gottesdienste der Andreasgemeinde in den Pavillon der Hoffnung.

## Pfarrer der Kirchgemeinde
Das Verzeichnis pfarrerbuch.de listet für die Kirchgemeinde tolgende Pfarrer auf:
- 1890: Schumann, Alexis[10]
- 1913: Fleischer, Julius Wilhelm
- 1929: Hofmann, *Rudolf Amadeus
- 1935: Abegg, *Friedrich Ludwig Juvinus
- 1942: Horn, Eduard Robert Martin *Hardy
- 1947: Wagner, Alfred Paul
- 1960: Kühn, *Hermann Karl Theodor
- 1967: Fehlberg, Werner
- 1967: Pöche, Ursula
- 1979: Töpfer, Ralf